# Jens Tang Olesen
Jens Tang Olesen (27 settembre 1947) è un allenatore di calcio danese, ex allenatore della selezione di calcio della Groenlandia.

## Carriera
In passato ha allenato il Viborg FF, il Randers Freja, il FC Aarhus ed il Vejle Boldklub. Nel 1982 è stato nominato allenatore danese dell'anno. Nel 2003 è diventato il direttore sportivo del FC Aarhus.
Per la mancanza di erba sintetica nei campi la sua nazionale non viene riconosciuta dalla FIFA e quindi può disputare solo amichevoli non ufficiali.

## Palmarès

### Allenatore

#### Competizioni nazionali
- 1. Division: 1

B 1913: 1988